# جينجر هلجسون نيلسن
جينجر هلجسون نيلسن (بالإنجليزية: Ginger Helgeson-Nielsen)‏ مواليد 14 سبتمبر 1968 في مينيسوتا، الولايات المتحدة، هي لاعبة كرة مضرب أمريكية سابقة بدأت مسيرتها كمحترفة سنة 1987 وكانت تلعب باليد اليمنى، اعتزلت اللعب في 1998. أعلى تصنيف لها في الفردي كان المركز الـ 29 في سنة 1995. أعلى تصنيف لها في الزوجي كان المركز الـ 38 في سنة 1995.

## روابط خارجية
- جينجر هلجسون نيلسن على موقع رابطة محترفات التنس (الإنجليزية)
- جينجر هلجسون نيلسن على موقع الاتحاد الدولي لكرة المضرب (الإنجليزية)